# 巴希尔·杰马耶勒
巴希尔·杰马耶勒（阿拉伯語：بشير الجميّل；1947年11月10日—1982年9月14日）是一位黎巴嫩政治人物，在黎巴嫩内战早期曾为右翼基督教黎巴嫩长枪党的领导人以及黎巴嫩力量民兵组织最高指挥官。1982年8月23日，在以色列和美国的支持和压力下，巴希尔·杰马耶勒經议会选为黎巴嫩总统，此时的黎巴嫩正深陷内战泥沼，并被由以色列和叙利亚为首的驻黎巴嫩多国部队占领。然而，不到一个月后，杰马耶勒连同其他26名政客就在贝鲁特长枪党总部的一次炸弹袭击中被刺杀。此次刺杀事件震惊全球，并直接导致了以色列国防军發動第五次以阿戰爭，以及由长枪党发起的报复性贝鲁特难民营大屠杀。